# Napier (Schiff, 1940)
HMAS Napier (Kennung: G97) war ein Zerstörer und der Flottillenführer der N-Klasse. Der am 15. April 1939 von der Royal Navy mit den anderen sieben Schiffen der Klasse bestellte Neubau wurde mit der Nestor bei Fairfield Shipbuilding & Engineering Co. in Govan gebaut. Drei weitere Werften lieferten die anderen Schiffe der Klasse. Im Sommer 1940 entschied sich die Navy, die Schiffe der Klasse an Verbündete zu verleihen. Mit Australiern bemannt wurde die Napier am 28. November 1940 für die Royal Australian Navy als erster moderner Zerstörer in Dienst gestellt.

Der Zerstörer wurde im Zweiten Weltkrieg mit den Battle Honours Crete 1941, Libya 1941, Indian Ocean 1942–44, Burma 1944–45, Pacific 1945 und Okinawa 1945 ausgezeichnet.
Im Oktober 1945 wurde das Schiff in Australien an die Royal Navy zurückgegeben. Die Napier wurde von einer britischen Besatzung nach Großbritannien zurückgeführt, aber unter britischem Kommando nicht weiter eingesetzt, sondern nach Jahren in der Reserve 1955 zur Verschrottung verkauft und Anfang 1956 abgewrackt.

## Geschichte
Die Napier wurde am 26. Juli 1939 bei Fairfield Shipbuilding in Govan zusammen mit der Nestor auf Kiel gelegt. Fast zeitgleich erfolgte die Kiellegung von Nerissa und Nizam bei John Brown in Clydebank sowie von Norman bei Thornycroft und Noble bei William Denny. Am 22. Mai 1940 lief der Neubau mit der Baunummer 673 als zweites Schiff der N-Klasse vom Stapel und erhielt als drittes Schiff der Navy den Namen Napier zu Ehren des britischen Admirals Charles John Napier. Die Indienststellung erfolgte dann als HMAS Napier am 11. Dezember 1940 als zweites Schiff der N-Klasse und erstes für Australien.

### Home Fleet
Nach den Abnahmetests und ihrer Indienststellung wurde HMAS Napier der 7. Zerstörerflottille in Scapa Flow zugeteilt, wo sie im Februar 1941 den Kriegseinsatz begann. In den Folgewochen leistete sie Begleitdienste in den Heimatgewässern. Anfang März wurde sie zur Mittelmeerflotte abkommandiert.

### Mittelmeerflotte
Am 21. März stach sie mit einem Konvoi mit Ziel Gibraltar in See, wo sie am 29. März ankam. Am 31. März lief sie wieder aus, um die SS Highland Monarch nach Kapstadt zu eskortieren. Anschließend setzte sie über Simonstown die Verlegung zur Mediterranean Fleet nach Alexandria fort und nahm am 4. Mai 1941 ihren Dienst bei der Mittelmeerflotte auf. (siehe auch => HMAS Nizam)

Am 20. Mai bildete sie zusammen mit ihrem Schwesterschiff Nizam und weiteren Zerstörern die Abschirmung bei der Beschießung der griechischen Insel Karpathos. Ab dem 28. Mai nahm sie als Teil der Force C an der Evakuierung alliierter Truppen aus dem kretischen Sfakia teil. Dabei erlitt sie bei der zweiten Evakuierungsfahrt am 31. Mai durch deutsche Luftangriffe Schäden, die einen Werftaufenthalt erforderlich machten. Am 9. Juli wurde sie zu Reparaturen am Antrieb nach Port Said geschleppt. Während dieser Arbeiten wurde der hintere Torpedorohrsatz der Napier durch ein 102-mm-Geschütz ersetzt, um die Flugabwehrfähigkeiten zu verbessern.
Nach dem Abschluss dieser Instandsetzung kehrte die Napier am 18. August in den aktiven Dienst zurück und wurde zusammen mit der Nizam und dem australischen Kreuzer Hobart zur Unterstützung von Tobruk abkommandiert. Diese Einsätze dauerten bis Ende September an. Nach der Rückkehr nach Alexandria wurde die Flugabwehrkapazität durch die Installation mehrerer 20-mm-Oerlikon-Kanonen verbessert.
Nachdem am 19. Oktober der Unterstützungsauftrag für Tobruk geendet hatte, wurde die Napier für den Transport von Truppen nach Zypern eingesetzt. Nach dem Abschluss dieser Aufgaben unterstützte sie Flottenoperationen und nahm am Silvestertag 1941 zusammen mit Nestor und Nizam an einer Beschießung von Bardia teil.

### Eastern Fleet
Am 3. Januar 1942 wurden die drei australischen Zerstörer zum Dienst bei der Eastern Fleet abgestellt und nach Aden verlegt, wo sie am 7. Januar eintrafen. Am 9. Januar eskortierte die Napier den Flugzeugträger Indomitable, der Hurricane-Jagdflugzeuge für Singapur von Port Sudan nach Niederländisch Ostindien transportierte und verbrachte den Rest des Januars mit dem Schutz des Trägers als Sicherungszerstörer bei Starts seiner Kampfflugzeuge. Im März wurde die Napier in Colombo stationiert, um japanische Angriffe auf Ceylon zu bekämpfen.
Während ihrer Dienstzeit bei der RAN diente die Napier zwischen Februar 1942 und Februar 1945 bei der Eastern Fleet. Dabei war sie 1942 an der Endphase der Eroberung Madakaskars beteiligt. Für den Rest des Jahres 1942 war das Schiff mit Eskort-Aufgaben zwischen Kenia und Südafrika betraut. Auch das Jahr 1943 war angefüllt mit Eskort- und Patrouillen-Aufträgen, zunächst vom südafrikanischen Durban aus in der Mosambik-Strasse und im Ostteil des Indischen Ozean, ab Oktober 1943 dann von Aden nach Bombay. Im April 1944 wurde der Zerstörer den Sicherungsstreitkräften der Operation Cockpit zugeteilt, dabei wurde der Hafen und Erdölanlagen von Sabang auf Sumatra von Maschinen der Flugzeugträger Saratoga und Illustrious angegriffen. Die gleiche Aufgabe erfüllte das Schiff beim Angriff auf die Ölraffinerie bei Surabaya. Nach einer Werftliegezeit in Melbourne war der Zerstörer wieder als Sicherungsfahrzeug für die Illustrious im Dienst, bevor er Ende 1944 den Vormarsch der alliierter Truppen in Burma unterstützte und während der Operation Matador mit ihren Geschützen mehrere japanische Küstenbatterien niederkämpfte.

### British Pacific Fleet
Im März 1945 wurde der Zerstörer mit Nizam, Nepal und Norman der Sicherung der Versorgungsgruppe der British Pacific Fleet (BPF) während der Schlacht um Okinawa zugeteilt. In der Schlussphase des Krieges gehörte die Napier mit der Nizam zur Kampfgruppe TG.38.5, die als einzige britische Trägergruppe bei der Vereinbarung eines Waffenstillstands noch vor der japanischen Küste operierte. (siehe auch => HMAS Nizam)
Am 2. September 1945 (V-J-Day) war sie in der Bucht von Tokio bei der Unterzeichnung der japanischen Kapitulation anwesend.

### Verbleib derNapier
Am 25. Oktober 1945 ging die australische Besatzung von Bord und das Schiff wurde an die Royal Navy zurückgegeben. Die Napier wurde von einer britischen Besatzung nach Großbritannien zurückgeführt, die zuvor den Zerstörer Quality nach Australien zur Nutzung durch die RAN überführt hatte. Napier traf am 12. Dezember 1945 in Plymouth ein, wo es außer Dienst gestellt und der Reserve zugeführt wurde. Das Schiff wurde nicht wieder verwendet, aber als Teil der Reserve mehrfach verlegt und befand sich zuletzt in Penarth bei Cardiff. 1955 wurde die Napier zum Abbruch verkauft, der ab Januar 1956 in Briton Ferry (Südwales) erfolgte.

## Bewaffnung
Die Bewaffnung bestand aus sechs 120-mm-Kanonen in Doppellafetten Mk XII zum Einsatz gegen See- und bedingt auch Luftziele (zwei Doppellafetten vor der Brücke, die hintere in überhöhter Position; eine Doppellafette auf einer Plattform hinten). Als Flakbewaffnung besaß der Zerstörer ein 2-Pfünder-Vierlingsgeschütz Mk VIII auf einer Plattform hinter dem Schornstein sowie zwei 0,5-inch-(12,7-mm)-Vierlings-Fla-MGs. Zehn Torpedorohre in zwei Sätzen von je fünf Rohren und Wasserbomben komplettierten die Bewaffnung.

Der hintere Satz von Torpedorohren wurde im Juli 1941 durch ein 4-inch-(102-mm)-Flugabwehrgeschütz ersetzt, das später wieder durch den zweiten Torpedorohrsatz ersetzt wurde, als die Flugabwehrbewaffnung durch modernere Oerlikon-20-mm-L/70-Maschinenkanonen bei Wegfall der schweren Maschinengewehre verstärkt worden war.